# Nová evangelizace
Nová evangelizace je zvláštní proces, kterým pokřtění členové katolické církve vyjadřují obecné křesťanské povolání k evangelizaci.
Podle papeže Františka v Evangelii gaudium z roku 2013: „XIII. řádné generální shromáždění biskupské synody se sešlo ve dnech 7. – 28. října 2012, aby projednalo téma: Nová evangelizace pro předávání křesťanské víry. Synoda znovu potvrdila, že nová evangelizace je výzvou adresovanou všem a že se uskutečňuje ve třech hlavních prostředích“: 1) běžná pastorace (zapálení srdcí věřících), 2) pomoc „pokřtěným, jejichž život neodráží požadavky křtu“, a 3) evangelizace těm, kteří Ježíše Krista neznají nebo ho vždy odmítali.
V souvislosti s druhým prostředím byl kladen důraz na reevangelizaci křesťanů, kteří odpadli od víry. Zvláštní pozornost byla věnována Evropě a Americe, oblastem, které byly tradičně katolické, ale které byly silně ovlivněny sekularizací.
Katolická církev měla vždy mandát k misiím a evangelizaci, který ji provází i v novém, třetím tisíciletí.

## Pozadí
Druhý vatikánský koncil hned v první větě konstituce o církvi Lumen gentium potvrdil, že Kristus poslal církev, aby hlásala evangelium všemu stvoření (LG 1; srov. Mk 16, 15 (Kral, ČEP)). Téma evangelizace je obsaženo ve více dokumentech II. vatikánského koncilu. V těchto dokumentech je slovo „evangelium“ zmíněno 157krát, „evangelizovat“ 18krát a „evangelizace“ 31krát.
Již několik desetiletí prosazuje magisterium římskokatolické církve téma nové evangelizace, která zahrnuje reevangelizaci křesťanského lidu i misii Ad gentes s cílem oslovit nové regiony a kultury.

## Místo zrodunové evangelizace
Rodištěm nové evangelizace se stala Nowa Huta u Krakova v Polsku, kde se během komunistické vlády po mnoho let usilovně pracovalo na zřízení církevního pozemku, kříže a církevní budovy v novém městě, kde žádná nebyla. V projevu v opatství Mogila u Nowé Huty v roce 1979 papež Jan Pavel II. řekl: „Od kříže v Nové Huti začala nová evangelizace.“

## Papežské použitínové evangelizace
Poprvé použil termín nová evangelizace papež Pavel VI. ve své apoštolské exhortaci Evangelii nuntiandi z roku 1975, která navazovala na dokumenty Druhého vatikánského koncilu, jako jsou Lumen gentium, Ad gentes, Gaudium et spes a Dignitatis humanae.
Termín zpopularizoval papež Jan Pavel II., který jej použil 9. května 1983 v projevu k latinskoamerickým biskupům v Port-au-Prince na Haiti. Prohlásil, že páté sté výročí první evangelizace Ameriky (1492–1992) by mělo znamenat začátek nové éry evangelizace: „Evangelizace získá plnou energii, bude-li závazkem nikoliv k reevangelizaci, ale k nové evangelizaci, nové svým zápalem, metodami a výrazem“. Papež Jan Pavel II. pak tuto myšlenku později rozvedl, mimo jiné v encyklice Redemptoris missio z roku 1990, která je Magnou chartou nové evangelizace, v apoštolském listě Tertio millenio adveniente z roku 1994 vydaném k velkému jubileu roku 2000 a v apoštolské exhortaci Novo millennio ineunte z roku 2001. V Redemptoris missio napsal:
Cítím, že nastal okamžik, kdy je třeba věnovat všechny síly církve nové evangelizaci a misii ad gentes. Žádný věřící v Krista, žádná církevní instituce se nemůže vyhnout této nejvyšší povinnosti: hlásat Krista všem národům.
V roce 2010 Benedikt XVI. zřídil Papežskou radu pro novou evangelizaci a když při příležitosti 50. výročí II. vatikánského koncilu vyhlásil na léta 2012 až 2013 Rok víry, zahájil jej generálním shromážděním biskupské synody na téma Nová evangelizace pro předávání křesťanské víry.
29. června 2013 vydal papež František související apoštolskou exhortaci Evangelii gaudium (česky Radost evangelia) o „hlavním poslání církve při evangelizaci v moderním světě“. V jejím úvodním odstavci papež František vyzval celou církev, aby „zahájila novou kapitolu evangelizace“.
Papež František od dubna 2019 naplánoval reorganizaci kurie, jejímž hlavním cílem bude evangelizace. Konečný návrh jeho apoštolské konstituce o římské kurii s názvem Praedicate Evangelium („Hlásejte evangelium“) byl pak předložen k připomínkám národním biskupským konferencím a řadě dalších orgánů.

## Biskupská synoda
| Rok  | Téma                                            | Závěrečný dokument nebo apoštolská exhortace                                                                               |
| ---- | ----------------------------------------------- | --- |
| 2012 | Nová evangelizace pro předávání křesťanské víry | FRANTIŠEK. Evangelii gaudium (apoštolská exhortace). Řím: Libreria Editrice Vaticana, 24. listopadu 2013. Dostupné online. |

## Reakce na papežské výzvy
Od dob papeže Jana Pavla II. byla oblast kultury považována za jednu z mnoha priorit nové evangelizace. V posledních letech proto katolická církev v několika zemích propagovala své umělecké dědictví jako pastorační příležitost pro novou evangelizaci, zejména v Evropě.
V roce 2005 byl v Denveru založen Augustinův institut, který má za úkol vzdělávat laické katolíky v oblasti nové evangelizace.
V roce 2011 založil seminář svatého Jana v Bostonu Teologický institut pro novou evangelizaci, který nabízí magisterské studium teologie pro novou evangelizaci. Přestože se program nachází v semináři, je určen pro laiky, jáhny a řeholníky.
V roce 2012 založila Františkánská univerzita ve Steubenville Katedru biblické teologie a nové evangelizace otce Michaela Scanlana.
V roce 2012 vydala Katolická biskupská konference Filipín pastýřský list o nové evangelizaci s devítiletým plánem, který má pomoci připravit katolíky na rok 2021, 500. výročí příchodu evangelia na Filipíny.
12. prosince 2020, na svátek Panny Marie Guadalupské, oznámila arcidiecéze Sydney svůj celostátní evangelizační plán nazvaný „Jděte a učte se“. Jděte a učte se je nejrozsáhlejším pokusem o využití zdrojů katolické církve v Austrálii ve službách nové evangelizace, k níž vyzývali všichni novodobí papežové od papeže Pavla VI. Představuje osobní vizi arcibiskupa Anthonyho Fishera o budoucnosti arcidiecéze Sydney.

## Nová média anová evangelizace
Nové mediální nástroje, jako je internet, sociální média a chytré telefony, jsou využívány jako prostředky pro vyjádření nové evangelizace. Mediální organizace jako EWTN, National Catholic Register, Word on Fire, Catholic Answers využívají nová média k propagaci evangelizačního díla. Totéž dělají jednotlivci prostřednictvím svých účtů na sociálních sítích, jako jsou Facebook a Twitter.